# Thalía (2002)
Thalía 2002 je deváté album mexické zpěvačky Thalíe. Celosvětově se prodalo tohoto alba 4 miliony kopií.

## Seznam písní

### Standardní Verze
1. "Tú y Yo" – 3:43 (Estéfano, Julio C. Reyes)
2. "Así es el Destino" – 4:02 (Estéfano, Julio C. Reyes)
3. "En la Fiesta Mando Yo" – 4:18 (Estéfano, Julio C. Reyes)
4. "No me Enseñaste" – 4:29 (Estéfano, Julio C. Reyes)
5. "Y Seguir" – 4:04 (Estéfano, Julio C. Reyes)
6. "¿A Quién le Importa?" – 3:45 (G. Berlanga, I. Canut)
7. "Vueltas en el Aire" – 5:02
8. "Heridas en el Alma" – 3:46 (Estéfano, Corey Rooney)
9. "La Loca" – 3:50 (Emilio Estefan Jr., Emilio Regueira Pérez, Randall Barlow)
10. "The Mexican 2002" (Versión en Español) (featuring Marc Anthony) – 3:53
11. "The Mexican 2002" – 3:52 (Alan Shacklogr, Corey Rooney, J.C. Olivier, S. Barnes)
12. "Closer to You" – 3:58 (Thalía Sodi, David Siegel, Di Marco, Gerina, Steve Morales)
13. "You Spin Me 'Round" – 4:33 (Mike Percy, Peter Burns, Steve Coy, Tim Lever)

### Vydání proUSA
Toto vydání obsahuje Cumbia Remix písně "Tú y Yo".
1. "Tú y Yo" – 3:43
2. "Así Es el Destino" – 4:02
3. "En la Fiesta Mando Yo" – 4:18
4. "No Me Enseñaste" – 4:29
5. "Y Seguir" – 4:04
6. "¿A Quién le Importa? (cover Alaska y Dynarama)" – 3:45
7. "Vueltas en el Aire" – 5:02
8. "Heridas en el Alma" – 3:46
9. "La Loca" – 3:50
10. "Tú y Yo" [Cumbia Remix] (featuring AB Quintanilla & Kumbia Kings) – 3:51 (*)
11. "Dance Dance (The Mexican) 2002" [Spanish Version] (featuring Marc Anthony) – 3:52
12. "Dance Dance (The Mexican)" [English Version] (featuring Marc Anthony)– 4:20
13. "Closer to You" – 3:58
14. "You Spin Me Round (Like a Record)" – 4:33
15. "Zpráva (Skrytý Zaznam)" - 0:15

### Vydání pro Evropu
Odlišný CD obal a seznam písní.
1. "Tú y Yo" – 3:40
2. "Así Es el Destino" – 3:59
3. "En la Fiesta Mando Yo" – 4:10
4. "No Me Enseñaste" – 4:19
5. "Y Seguir" – 4:01
6. "¿A Quién le Importa?" – 3:42
7. "Vueltas en el Aire" – 4:53
8. "Heridas en el Alma" – 3:43
9. "La Loca" – 3:48
10. "Dance Dance (The Mexican) 2002" [Spanish Version] (featuring Marc Anthony) – 3:52
11. "Dance Dance (The Mexican)" [English Version] (featuring Marc Anthony)– 4:20
12. "Closer to You" – 3:54
13. "You Spin Me 'Round (Like a Record)" – 4:10
14. "Zpráva (Skrytý Zaznam)" - 0:15

### Verze pro Spojené staty americké (Jen v USA)
1. "Tú y Yo" – 3:43
2. "Así Es el Destino" – 4:02
3. "En la Fiesta Mando Yo" – 4:18
4. "No Me Enseñaste" – 4:29
5. "Y Seguir" – 4:04
6. "¿A Quién le Importa? (cover Alaska y Dynarama)" – 3:45
7. "Vueltas en el Aire" – 5:02
8. "Heridas en el Alma" – 3:46
9. "La Loca" – 3:50
10. "Tú y Yo" [Cumbia Remix] (featuring AB Quintanilla & Kumbia Kings) – 3:51
11. "Dance Dance (The Mexican) 2002" [Spanish Version] (featuring Marc Anthony) – 3:52
12. "Dance Dance (The Mexican)" [English Version] (featuring Marc Anthony)– 4:20
13. "Closer to You" – 3:58
14. "You Spin Me 'Round (Like a Record)" (Cover Dead or Alive- Pete Burns)– 4:33
15. "No Me Enseñaste" [Salsa Remix] – 4:31
16. "Tú y Yo" [Versión Balada] (*) – 3:30
17. "The Mexican (Dance Dance)" (Hex Hector & Mac Quayle Radio Remix) (*) – 3:27
18. "No Me Enseñaste" [Estéfano Remix] (*) – 4:1

### Umístění ve světě
| Hitparáda                      | Umístění | Prodej    | Certifikace         |
| ------------------------------ | -------- | --------- | ------------------- |
| Argentina                      | 1        | 150,000+  | 3x Platina          |
| Belgie                         | 30       |           |                     |
| Bolívie                        | 1        | 20,000    | Platina             |
| Brazílie                       | -        | 50,000+   | Zlato               |
| Kanada                         | 50       |           |                     |
| Chile                          | 1        | 50,000    | Platina             |
| Kolumbie                       | 1        | 150,000   | 3x Platina          |
| Kostarika                      | 1        | 20,000    | Platina             |
| Česko                          | 9        | 10,000    | Zlato               |
| Ekvádor                        | 1        | 20,000    | Platina             |
| Řecko                          | 1        | 25,000+   | Platina             |
| Guatemala                      | 1        | 20,000    | Platina             |
| Honduras                       | 1        | 20,000    | Platina             |
| Maďarsko                       | 6        | 20,000+   | Platina             |
| Indonésie                      |          | 3,000     |                     |
| Japonsko Top Mezinárodní Album | 1        | 150,000   | Zlato               |
| Mexiko                         | 1        | 500,000   | 3x Platina(Diamand) |
| Nikaragua                      | 5        | 10,000    | Zlato               |
| Panama                         | 1        | 20,000    | Platina             |
| Paraguay                       | 1        | 12,000    | Platina             |
| Peru                           | 1        | 20,000    | Platina             |
| Filipíny                       | 1        | 150,000+  | Platina             |
| Polsko                         | 3        | 35,000    | Zlato               |
| Portoriko                      | 1        | 50,000    | 2x Platina          |
| Dominikánská republika         | 1        | 20,000    | Platina             |
| Rusko                          | 5        | 20,000    | zlato               |
| Slovensko                      | 1        | 10,000    | Platina             |
| Španělsko PROMUSICAE           | 3        | 150,000   | Platina             |
| Švýcarsko                      | 30       |           |                     |
| Tchaj-wan                      | 3        | 5,000     |                     |
| Turecko                        | 1        | 80,000    |                     |
| Velká Británie                 |          | 3,000     |                     |
| Uruguay                        | 1        | 10,000    | Platina             |
| USA Billboard 200              | 11       |           |                     |
| USA Top Latin Album            | 1        | 800,000   | 4x Platina/Zlato    |
| USA Latin Pop Album            | 1        |           |                     |
| USA Heatseekers                | 2        |           |                     |
| Venezuela                      | 1        | 150,000   | 3x Platina          |
| svět                           |          | 3,000,000 | Platina             |